# Барселонська голова
«Барселонська голова» (ісп. El Cap de Barcelona) — скульптура роботи американського художника Роя Ліхтенштейна (1923–1997). Знаходиться біля Моль-де-ла-Фуста навпроти площі Антоніо Лопеса у Барселоні (Іспанія). 
Була створена до XXV літніх Олімпійських ігор, і є яскравою пам'яткою Барселонської набережної, яка привертає увагу туристів. Відкрита 7 квітня 1992 року (дерев'яний макет був створений у 1985 році). 
Являє собою 19 метрову скульптуру, зроблену із залізобетону і скоб з нержавіючої сталі. Вкрита кольоровою керамічною плиткою. Автор говорив, що керамічна плитка присутня на скульптурі в знак поваги Антоніо Гауді та іншим авторам каталонського модерну.